# شارونة
قرية شارونة هي إحدى القرى التابعة لمركز مغاغة بمحافظة المنيا في جمهورية مصر العربية. حسب إحصاءات سنة 2006، بلغ إجمالي السكان في شارونة 22221 نسمة، منهم 10972 رجلا و11249 امرأة.

## أعلام
- لويس عوض